# Teatro Luigi Russolo
Il Teatro comunale Luigi Russolo è il principale teatro di Portogruaro.

## Storia
Documenti che dimostrano l'attività teatrale della città di Portogruaro risalgono al 1600 e attestano la realizzazione di spettacoli nel Municipio.
In seguito alla revoca del permesso di mettere in scena spettacoli teatrali sorse l'idea di realizzare un vero e proprio teatro, fu così che iniziarono i lavori del Teatro Sociale, ubicato in pieno centro in Corso Martiri della Libertà, allora battezzato col nome di Teatro Accademico, che fu inaugurato il 2 febbraio 1789 (tre anni prima della costruzione de La Fenice).
Intanto, nel 1838, nasceva a Portogruaro l'Istituto Filarmonico Santa Cecilia, attivo fino ad oggi con il nome di Fondazione Musicale Santa Cecilia.
L'attività teatrale continuò fino al secondo dopoguerra, essendo stato nel frattempo, negli anni 1913-1914, il Teatro Sociale restaurato e ampliato su progetto dell'ing. Piero Bon.
Nel 1957 con lo sviluppo del cinematografo l'edificio conobbe la sorte di molti altri teatri storici e fu radicalmente rimaneggiato e ridotto a cinema, perdendo così la sua caratteristica struttura di teatro all'italiana.

## Il nuovo teatro
Nel 2004 l'amministrazione comunale di Portogruaro, decisa nel voler riportare l'attività teatrale nella città, ha acquistato dalla Diocesi di Pordenone l'edificio dell'ex Cinema Silvio Pellico, che era stato realizzato nel dopoguerra su progetto dell'ing. Giuseppe Scarpa, e che ormai era inutilizzato e caduto nel degrado.
Il progetto prevedeva il mantenimento della struttura principale, con l'ampliamento e la sua completa ristrutturazione, per la realizzazione di un teatro moderno, con una capienza massima di 628 posti. All'inaugurazione del 14 e 15 maggio 2009 la capienza era limitata a 438 posti. A tutt'oggi la galleria non è ancora stata ultimata.
La struttura è inoltre dotata di un foyer denominato "Della Magnolia" per la presenza al suo interno di una magnolia secolare che è stata conservata durante la costruzione.
L'edificio è stato intitolato a Luigi Russolo, pittore e musicista molto legato alla città di Portogruaro che è stato uno dei principali esponenti del Futurismo.